# PC Engine FAN
『PC Engine FAN』（ピーシーエンジンファン）は、徳間書店インターメディアが1988年から1996年まで発行していたゲーム雑誌。日本電気ホームエレクトロニクス（NECホームエレクトロニクス）の家庭用ゲーム機であるPCエンジン、PC-FXの専門情報誌としては最後まで残った雑誌である。

## 沿革
創刊は『月刊PCエンジン』（小学館）や『マル勝PCエンジン』（角川書店）より1か月早く、1988年10月30日。『ファミリーコンピュータMagazine』のコーナーから独立する形での創刊だった。なお、雑誌名の「～FAN」は『MSX・FAN』と共通であり、後に創刊する『メガドライブFAN』にも受け継がれている。なお、読者の間では「Pファン」という略称で呼ばれていたが、編集部公認ではなかったらしく誌面では用いられていない。
表紙は創刊号から全て高田明美が手がけた。当初の表紙イラストは発売が近い旬のゲームを題材にしていたが、1993年以降はオリジナルキャラクターの愛（まな）が「看板娘」となった。
1994年1月に『月刊PCエンジン』と『マル勝PCエンジン』が同時に廃刊し、『電撃PCエンジン』との2誌体制が続いたが、1996年に『電撃PCエンジン』がギャルゲー総合誌『電撃G'sエンジン』（現・『電撃G's magazine』）へ転換。いわゆる「次世代機戦争」で敗北が確定していたNEC-HE系ハードのみの情報での誌面制作は著しく困難な状況になっていたが、既に徳間書店インターメディアからは同じ路線の増刊『Virtual IDOL』が出ているためにそれに続くわけにはいかず、本誌では『MSX・FAN』と同様にPCエンジン用のデベロッパー公開による自作ゲームのサポートに活路を見出そうとする。しかし、それもうまくいかず1996年10月号で本誌は休刊した。
それ以後は、1997年に『Super PC Engine FAN DELUXE』というタイトルで、ムック2冊が刊行された。

## 誌面内容
ファミマガ内の紹介コーナーからの独立創刊で姉妹雑誌という立ち位置でスタート。製作スタッフもそのままファミマガのスタッフが本誌を製作という形だったことから、誌面構成もファミマガ寄りであったが対象年齢はファミマガよりも少し上の世代を狙ったような記事内容となっていた。PCエンジンソフトの紹介の他にも、アーケードゲームやPCゲームの紹介、話題の映画やその他のゲーム以外情報なども掲載していた。特に創刊初期からメーカー広報や開発スタッフへの取材で直接コメントをもらうという形式が多く、他誌よりもメーカーの人間の誌面へ露出が多い傾向にあった。
創刊初期はライバル誌の『月刊PCエンジン』が、発行元の小学館とハドソンの関係が深いことから毎号のように『天外魔境 ZIRIA』のスクープ記事を掲載していたのに対して、本誌はNECアベニューとタッグを組んで『スーパーダライアス』のスクープ記事を毎号のように掲載する展開も見られた。
創刊から1年半ほど経た1990年8月号より読者投稿ページを拡充し「READER'S LAND」を開始。PCエンジンの周辺情報や投稿イラストや購入ソフトの感想などをユーザーである読者寄りの視点で紹介。特に読者によるソフトレビューの投稿では、メーカーに忖度の無い私的な評価の文面をほぼそのまま掲載していたり、読者が陪審員となり業界にもの申す法定倶楽部ようなチャレンジャブルな企画が設けられていた。なお、本誌のソフト評価の点数表記は、他誌のような編集側の人間のクロスレビュー形式ではなくユーザーである読者評価による点数方式を一貫して通していた。
PCエンジンの市場がCD-ROM主体になってくると、リリースされるゲームも多数のアニメ絵のデモや有名声優の起用、美少女キャラを売りにしたソフトの比重が高くなっていき、本誌も市場に合わせてゲームキャラや声優の紹介の特集記事を多く組んだり、後述の表紙キャラクターの愛（まな）を設定するなど徐々に誌面内容も様変わりしていった。

## 表紙のキャラクター「愛（まな）」について
上述のとおり1993年より表紙に登場。当初は名前が無く、この名前も読者公募により決まったものである。本誌の末期にはこのキャラクターの「声」を決めようという企画が展開され、1996年5月号での読者からの募集の結果、根谷美智子・山崎和佳奈・矢島晶子・野上ゆかな（現・ゆかな）・今井由香の5人の候補が決定。同年8月号の付録CD-ROMには5人の声も収録され、これを利用した読者投票により配役は山崎に決定した。1996年5月号では同時に本誌の表紙イラストを全て収めたデジタル画集の発売も発表された。タイトルはのちに「愛のMemorial file」に決定し、山崎は同作において愛の声を演じた。